# Ahmet Yıldırım (zapaśnik)
Ahmet Yıldırım (ur. 11 sierpnia 1984) – turecki zapaśnik walczący w stylu klasycznym. Zajął dziesiąte miejsce na mistrzostwach Europy w 2012. Akademicki wicemistrz świata w 2010 i trzeci w 2012. Siódmy w Pucharze Świata w 2011 i jedenasty w 2012 roku.